# Zorita (band)
Zorita is een Nederlandse band, opgericht in 2009. Hun muziek kan het best worden beschreven als folk, met invloeden van pop en wereldmuziek. Zorita's debuutalbum Amor Y Muerte werd uitgebracht in mei 2012. Het album kwam de Nederlandse Top 100 binnen op nummer 22 en stond op nummer 1 in de Alternative Album Top 30.
De band gaf optredens op verschillende Nederlandse festivals, waaronder Lowlands, Oerol en Zwarte Cross. In juni 2013 waren ze te gast bij het televisieprogramma Vrije Geluiden. In augustus 2014 toerde de band door Engeland. Deze tour werd vastgelegd in de documentaire Until We Die. De documentaire kwam uit in april 2015, samen met de gelijknamige EP.

## Samenstelling
- Carlos Zorita Diaz – zang, gitaar, tres, charango
- Jarno van Es – keyboard, accordeon
- Joost Abbel – gitaar, banjo, pedal steel
- Robert Koomen – basgitaar, zang
- René van Haren – trombone
- Thomas Geerts – trompet, bugel
- Abel de Vries – drums, percussie

## Discografie
- Aphrodite (2017)
- Until We Die (2015)
- Amor Y Muerte (2012)[5][6][7]